# Alexander Burgener
Alexander Burgener (Saas-Fee, 10 gennaio 1845 – Mönch, 8 luglio 1910) è stato un alpinista e guida alpina svizzero.
Tra le guide più note del periodo, è famoso per il gran numero di prime ascensioni compiute, tra le quali il Grand Dru e la cresta di Zmutt al Cervino. Di fisico massiccio ed erculeo, sono ricordati i suoi modi da montanaro e la sicurezza che comunicava ai clienti.

## Biografia
Nato in valle di Saas, iniziò a praticare l'alpinismo insieme al fratello maggiore Franz, già esperto, e al minore Alois. Fece da guida a grandi alpinisti inglesi. Con Clinton Thomas Dent compì, tra le altre, la prima ascensione del Lenzspitze e del Grand Dru.
Con Albert Frederick Mummery realizzò importanti prime salite come quella della cresta di Zmutt al Cervino, del couloir ad Y alla Aiguille Verte, della cresta Teufelsgrat al Täschhorn e la prima ascensione dell'Aiguille du Grépon. Con l'austriaco Moriz von Kuffner aprì invece la via sulla cresta sud-est del Monte Maudit, da qui chiamata cresta Kuffner e divenuta poi una classica del Monte Bianco.
Perse la vita l'8 luglio 1910, travolto da una valanga mentre raggiungeva con una comitiva la capanna Bergli (Berglihütte), sulle pendici nord-est del Mönch. Perirono nell'incidente altre cinque guide e due clienti. Da lui presero il nome le placche ("placche Burgener") lungo la via normale del Dente del Gigante, affrontate ma non superate durante il tentativo di prima ascensione del 1880 insieme a Mummery.

## Prime ascensioni

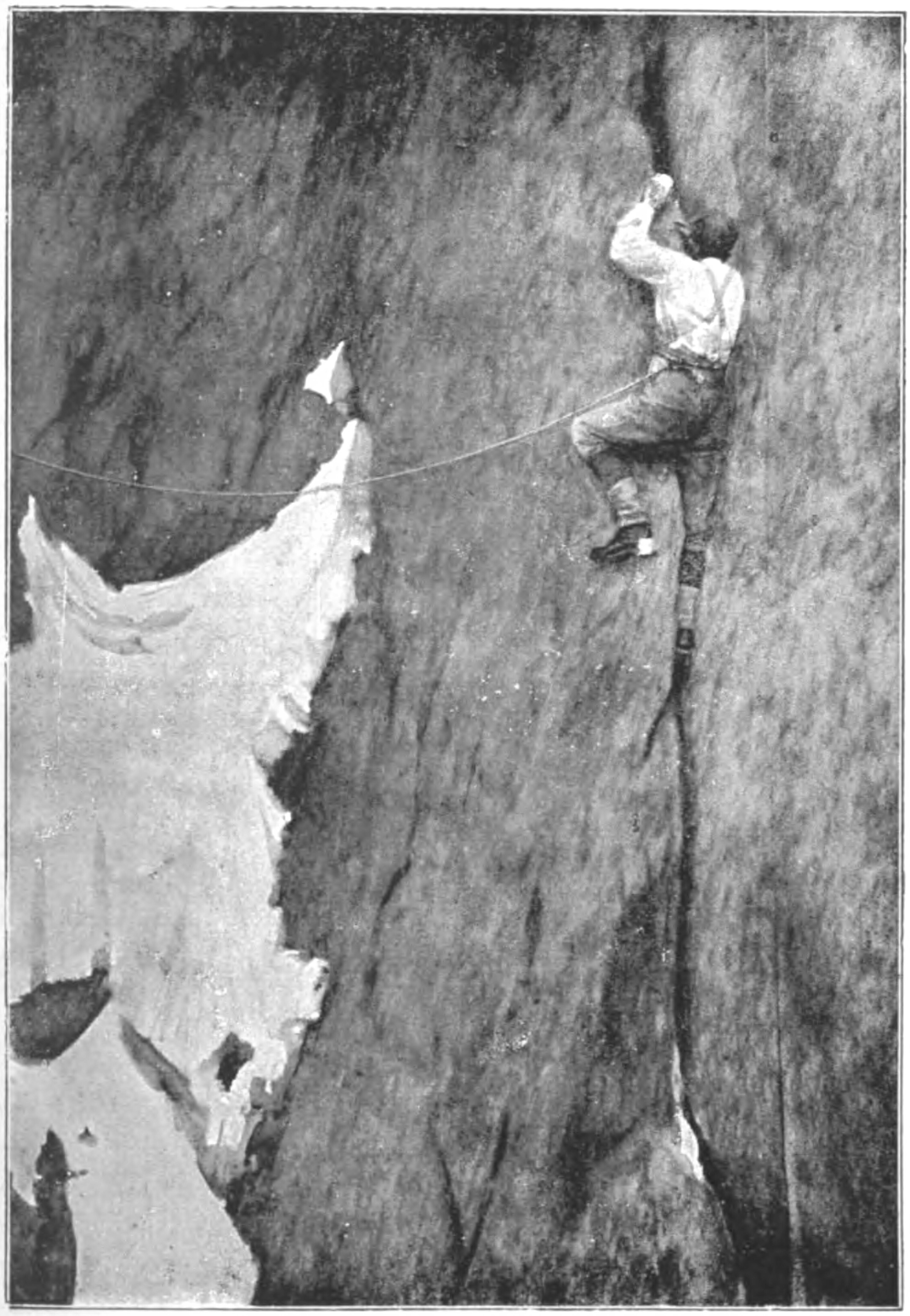
Mummery impegnato sull'omonima fessura all'Aiguille du Grépon, durante l'impegnativa prima ascensione con Burgener e Venetz.

Ha compiuto la prima ascensione delle seguenti montagne:
- Lenzspitze - 1870 - con Clinton Thomas Dent e il fratello Franz Burgener.[5]
- Grand Dru - 12 settembre 1878 - con Clinton Thomas Dent, James Walker Hartley e la guida Kaspar Maurer.[6]
- Dürrenhorn - 7 settembre 1879 - con Albert Frederick Mummery, William Penhall e la guida Ferdinand Imseng.[7]
- Cima nord (3.435 m) dell'Aiguille des Grands Charmoz - 15 luglio 1880 - con Albert Frederick Mummery e la guida Benedikt Venetz, per il versante sud-ovest e la cresta nord-ovest.[8]
- Aiguille du Grépon - 5 agosto 1881 - con Albert Frederick Mummery e la guida Benedikt Venetz, per la cresta nord.[9]

Ha compiuto la prima ascensione delle seguenti vie:
- Cresta sud-est dello Zinalrothorn - 5 settembre 1872 - con Clinton Thomas Dent, G.A. Passingham e le guide Franz Andermatten e Ferdinand Imseng.[10]
- Cresta di Zmutt, Cervino - 3 settembre 1879 - con Albert Frederick Mummery e le guide Augustin Gentinetta e Johann Petrus.[11]
- Versante nord del colle del Leone - 6 luglio 1880 - con Albert Frederick Mummery; partiti da Zermatt salirono il ripido e pericoloso canalone nord e scesero poi dal versante sud a Breuil-Cervinia, compiendo così anche la prima traversata del colle.[12]
- Couloir ad Y, di sinistra, Aiguille Verte - 30 luglio 1881 - con Albert Frederick Mummery, prima via sul versante della Charpoua.[13]
- Traversata del Pelvoux - 25 giugno 1882 - con Charles Passavant e Pierre Antoine Reymond attraverso il ghiacciaio des Violettes.[14]
- Cresta Kuffner, Monte Maudit, 2-4 luglio 1887 - con Moriz von Kuffner e un portatore.[15]
- Cresta Teufelsgrat, Täschhorn, 16 luglio 1887 - con Albert Frederick Mummery e la guida Franz Andermatten.